# 트렌턴의 조지 워싱턴 장군
트렌턴의 조지 워싱턴 장군(영어: General George Washington at Trenton)은 1792년 미국 화가 존 트럼불이 미국 독립 전쟁 중 1777년 1월 2일 밤 뉴저지주 트렌턴에서 조지 워싱턴 장군을 그린 대형 전신 유화이다. 이 그림은 제2차 트렌턴 전투로도 알려진 애순핑크 크릭 전투 다음 날 밤과 그 다음 날 프린스턴 전투에서의 결정적인 승리 이전에 그려진 것이다. 화가는 이 초상화를 "내가 그린 것 중 단연 최고"라고 평했다. 이 초상화는 1806년 코네티컷 신시내티 협회(Society of the Cincinnati)의 기증으로 뉴헤이븐의 예일 대학교 미술관에 전시되어 있다. 이 작품은 사우스캐롤라이나주 찰스턴의 의뢰로 제작되었지만 시에 의해 거부되어 트럼불은 다른 버전을 그리게 되었다.

## 의뢰
이 작품은 1792년 사우스캐롤라이나주 찰스턴이 워싱턴 대통령의 1791년 5월 남부 순방 방문을 기념하기 위해 의뢰했다. 트럼불은 앞서 1791년 2월 찰스턴을 방문하여 찰스 코츠워스 핑크니를 포함한 여러 지도자들의 초상화를 그렸다. 트럼불은 사우스캐롤라이나주 대표이자 찰스턴을 대표하는 윌리엄 로턴 스미스(William Loughton Smith)로부터 "가장 숭고한 순간... 프린스턴 전투 전날 저녁"의 워싱턴을 그리는 의뢰를 con amore(사랑을 담아) 수락했다.

## 설명
조지 워싱턴 장군은 완전한 군복 차림으로, 누런색 조끼와 바지 위에 파란색 코트를 입고 있다. 오른손에는 망원경을, 왼손에는 검을 들고 있다. 그의 뒤에는 그의 활기 넘치는 밝은색 말인 블루스킨이 마부에게 제지당하고 있다. 더 멀리에는 애순핑크 크릭 위에 놓인 다리와 근처 방앗간, 그리고 포병대와 모닥불이 보인다.

## 찰스턴 버전

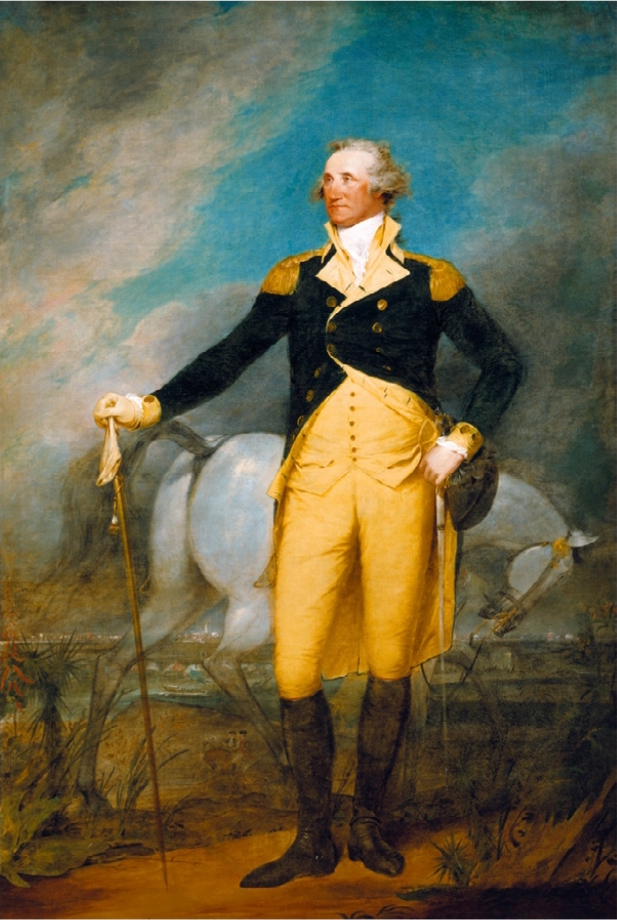
찰스턴 시의 워싱턴, 존 트럼불, 1792년

스미스가 그림을 거부한 후, 트럼불은 도시를 위해 유사하지만 다른 버전의 그림을 그렸다. 그 그림의 제목은 찰스턴 시의 워싱턴이었다. 배경에는 찰스턴 시가, 중간에는 쿠퍼강과 배들이, 전경에는 지역 식물들이 그려져 있었다. 워싱턴은 스미스가 원했던 대로 "차분하고, 평온하며, 평화롭게" 그려져 있다. 그는 양손에 장갑을 끼고 왼손에는 검에 기대어 놓인 모자를 들고 있으며, 오른손에는 지팡이를 들고 있다. 이 그림은 현재 찰스턴 시청에 전시되어 있다.

## 다른 버전
트럼불은 이보다 훨씬 작은 버전(약 26 1/2 인치 (67 cm) x 18 1/2 인치 (47 cm))을 그렸으며, 제목은 프린스턴 전투 전의 조지 워싱턴으로,  1792c.~94년에 뉴욕 은행가이자 그의 친구였던 찰스 윌크스(Charles Wilkes)를 위해 그려진 것으로 추정된다. 이 그림은 원본과 비슷하지만 배경에 변화가 있고 베이색 말을 타고 있다. 이 그림은 1922년 메트로폴리탄 미술관에 유증되어 현재 전시되어 있다. 1794년, 트럼불은 제이 조약 협상 중 존 제이의 공사 비서로 런던에 갔다. 그는 이 초상화의 작은 버전을 만들었고 나중에 토마스 치즈맨이 1796년에 "조지 워싱턴"이라는 제목으로 판화로 만드는 것을 감독했다. 역사가 저스틴 윈저는 이 판화를 트럼불의 그림 중 최고라고 평했으며, 여러 다른 판화의 기초로 사용되었다. 1845년 윌리엄 워너 주니어(William Warner Jr.)는 워싱턴 장군을 판화로 새겼다. 일먼 앤 선즈(Illman & Sons)는 1858년에 "대통령 선거의 위대한 날의 조지 워싱턴(George Washington - On the Great Occasion of our Presidential Election)"이라는 버전의 판화를 제작했다. 앨프리드 대그릿(Alfred Daggett)은 1868년 존 워너 바버와 헨리 하우의 '뉴저지, 과거와 현재의 역사적 컬렉션(Historical Collections of New Jersey, Past and Present)'에 실린 "1777년 1월 2일 뉴저지 트렌턴의 워싱턴(Washington at Trenton, New Jersey, January 2nd, 1777)"이라는 판화를 제작했다. "애순핑크 크릭 다리 위의 워싱턴 장군(General Washington at the Bridge Over the Assunpink Creek)"이라는 제목의 판화는 1898년 역사가 윌리엄 S. 스트라이커(William S. Stryker)의 저서 '트렌턴과 프린스턴 전투(The Battles of Trenton and Princeton)'에 실렸다.

## 비평
트럼불은 트렌턴에서 적의 우세를 본 후 워싱턴의 생각을 다음과 같이 묘사했다.
... 그는 겉으로 보기에 임박한 파멸을 어떻게 피할지 숙고하고 있었을 것으로 추정된다. 그런 적군 앞에서 델라웨어강을 다시 건너는 것은 불가능했으며, 강의 동쪽으로 후퇴하여 필라델피아에서 건너는 것도 마찬가지였다. 그 자리에서 전투를 벌이는 것은 절망적이었다.
역사가이자 화가인 윌리엄 던랩은 예일 트럼불 갤러리에서 이 작품을 본 후 "이것은 여러 면에서 훌륭한 그림이며, 화가의 전성기에 그려졌다"고 말했다.

## 갤러리

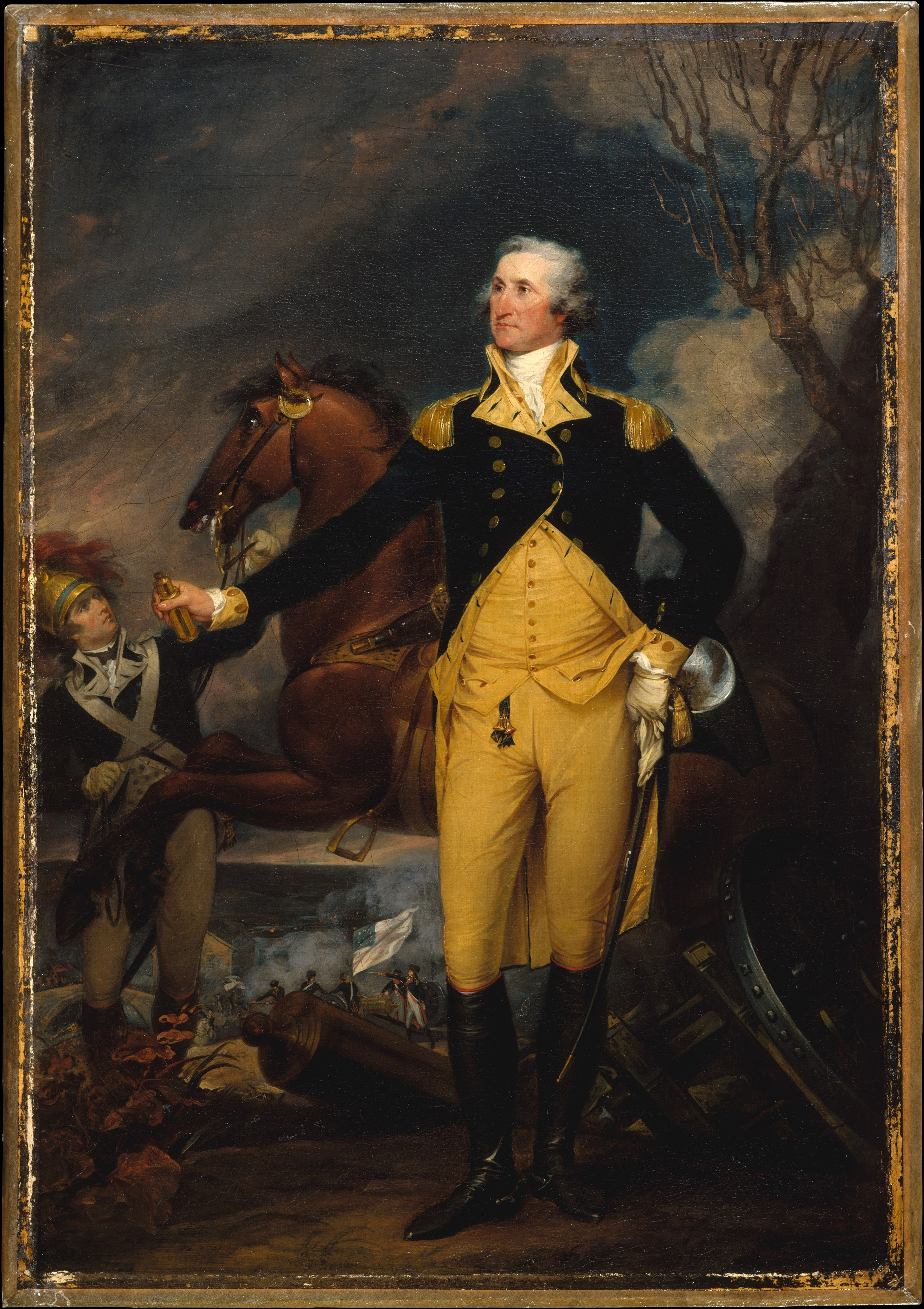
트렌턴 전투 전의 조지 워싱턴, 존 트럼불,  1792c.–94
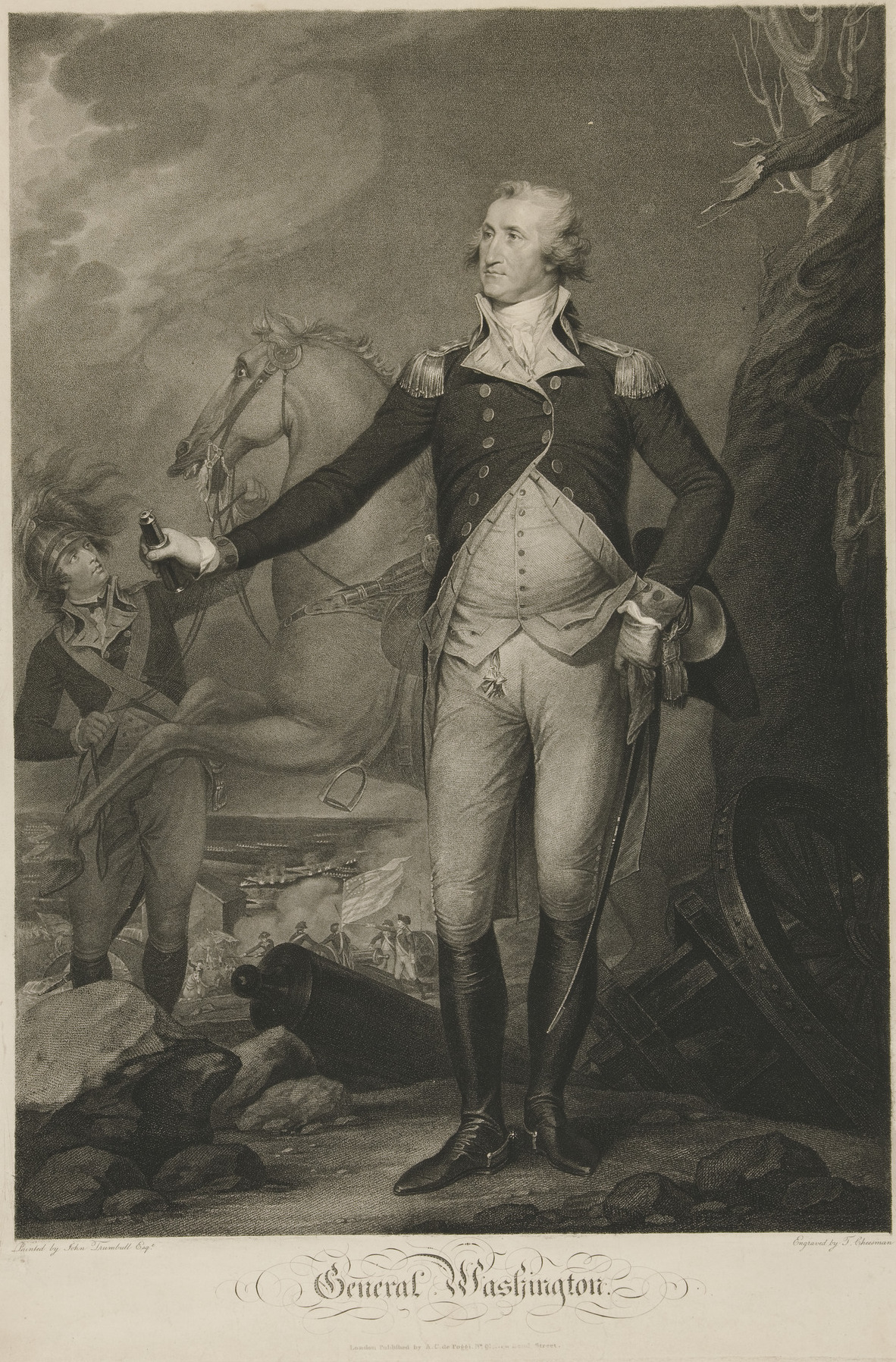
조지 워싱턴, 토마스 치즈맨의 판화, 1796
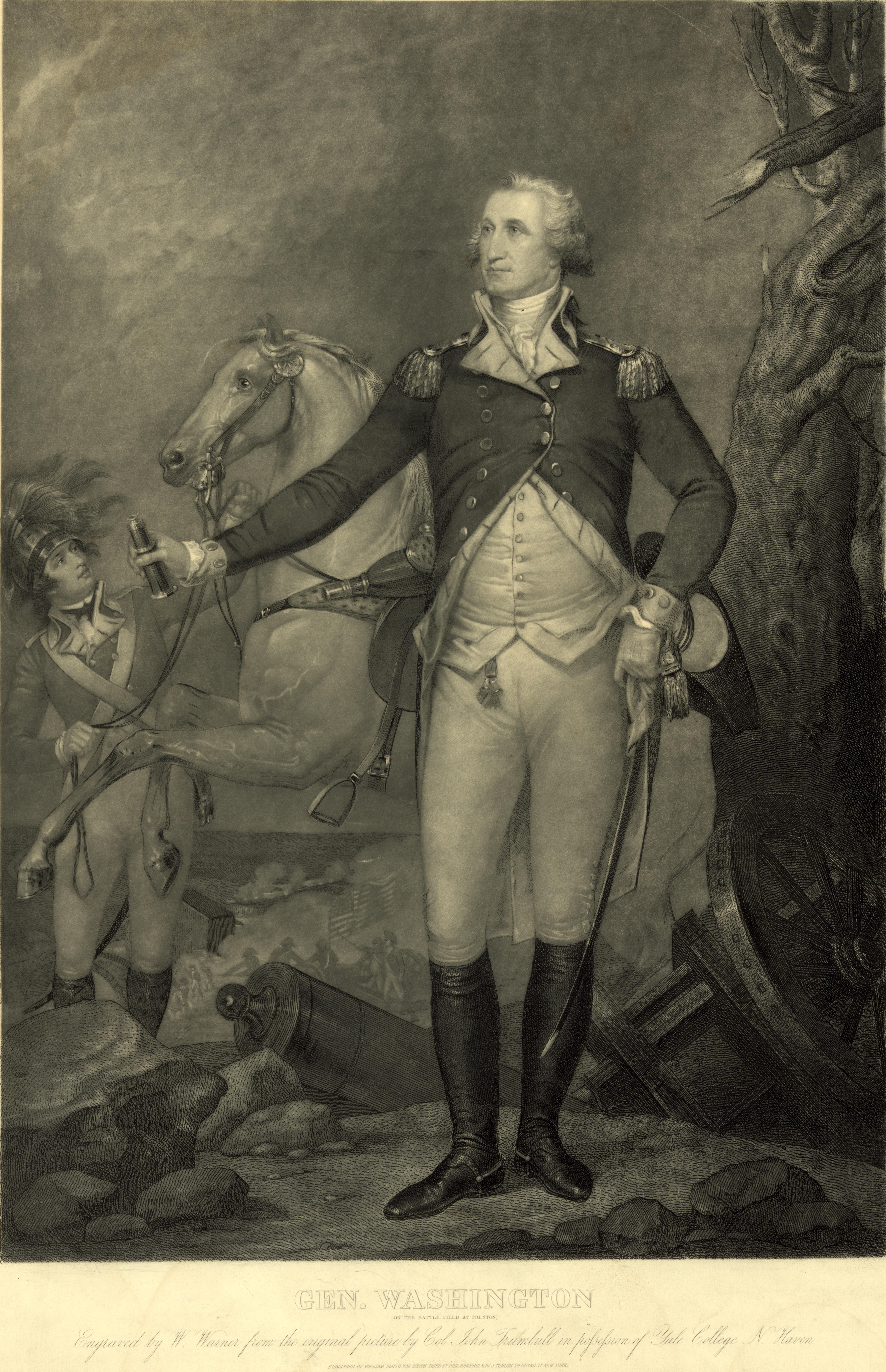
트렌턴 전투장 속 워싱턴 장군, 윌리엄 워너 주니어의 판화, 1845
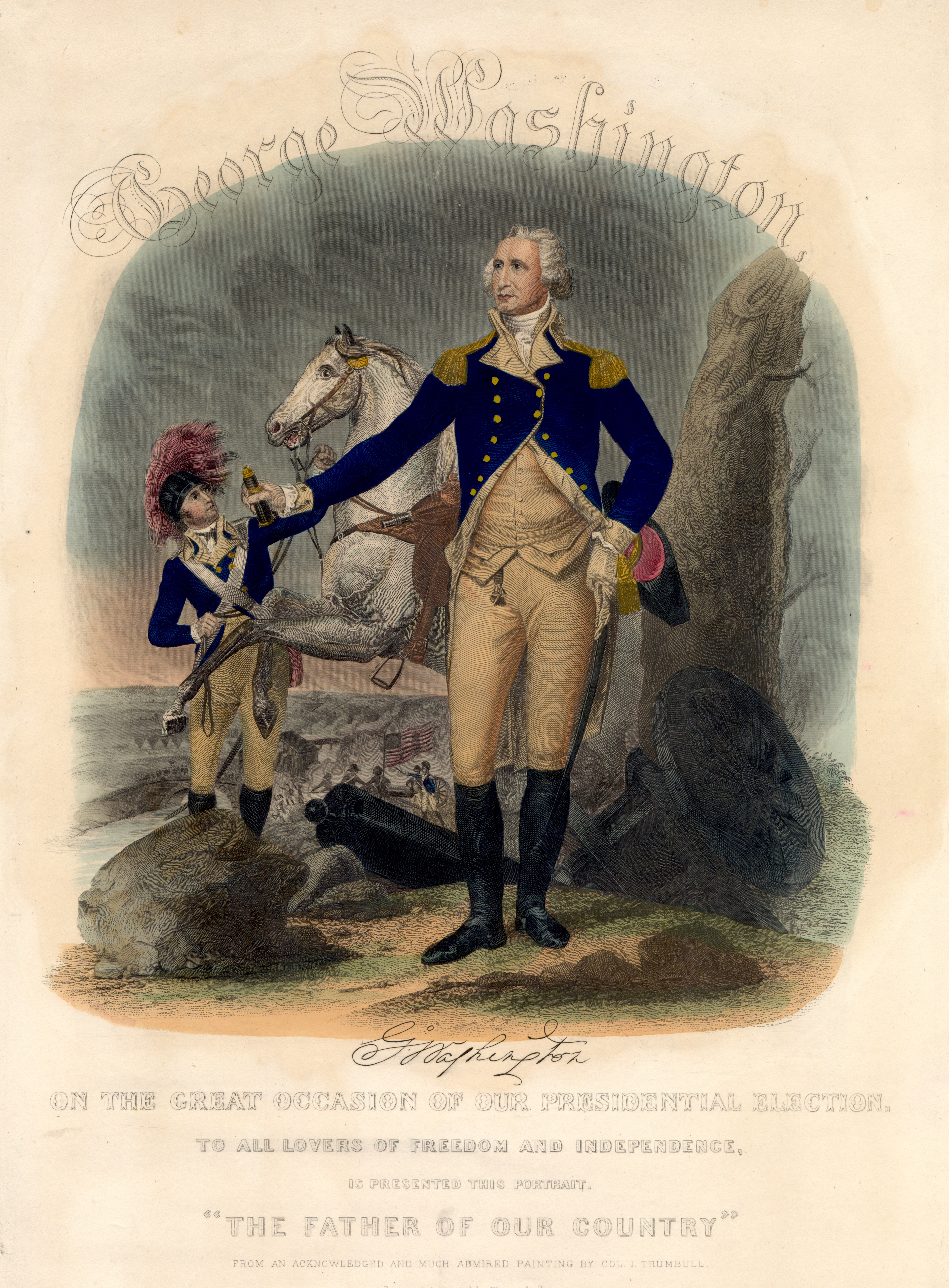
대통령 선거의 위대한 날의 조지 워싱턴, 일먼 앤 선즈의 판화, 1858
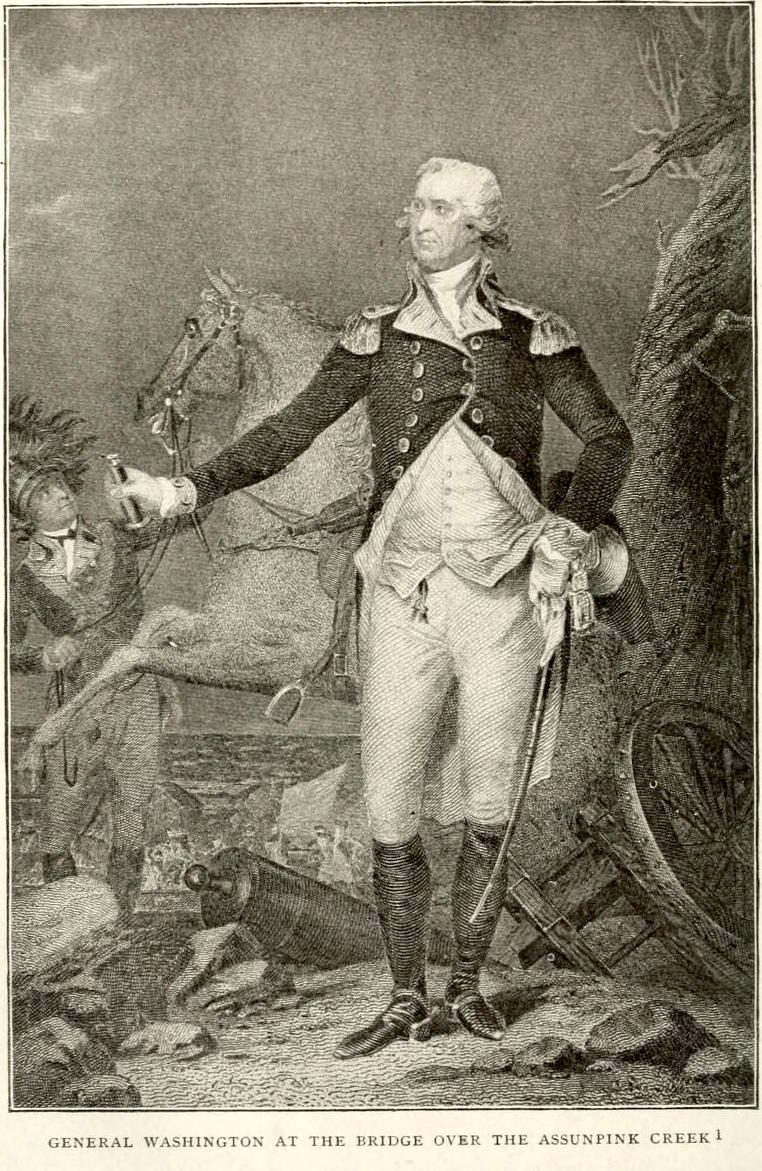
애순핑크 크릭 다리 위의 워싱턴 장군, 윌리엄 S. 스트라이커, 1898
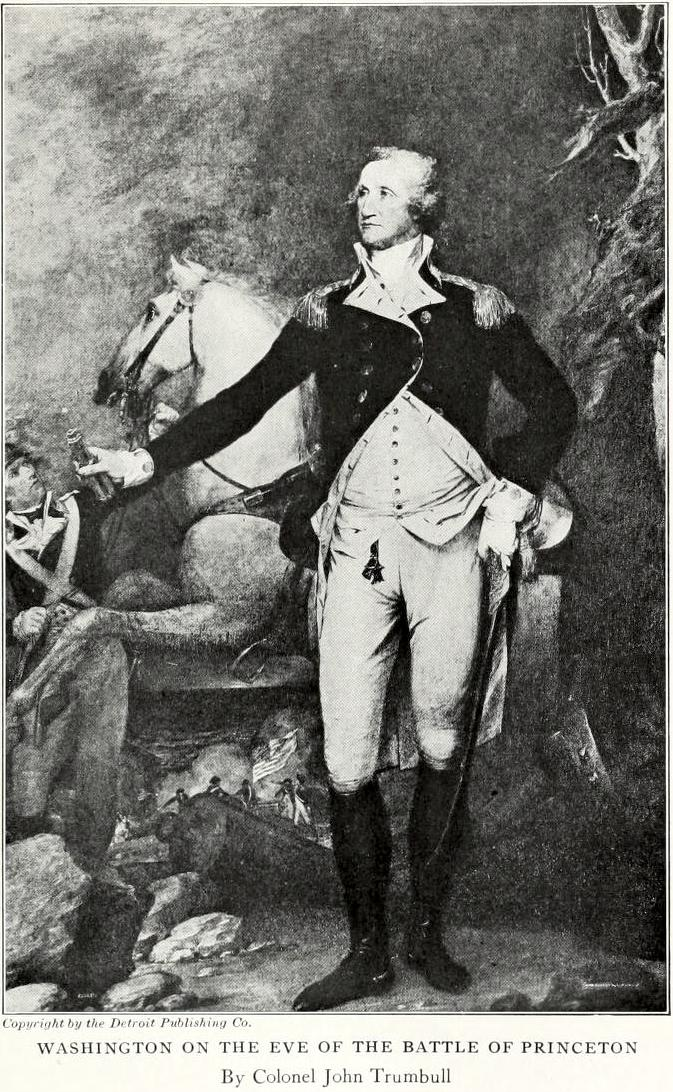
프린스턴 전투 전날의 워싱턴, 디트로이트 퍼블리싱 컴퍼니, 1912

## 유산
미국 우정부는 이 그림의 초상화 세부 부분을 사용하여 우표를 여러 장 발행했다. 첫 번째 우표는 1860년에 90센트 가치로 발행되었다. 이 우표는 다음 해인 1861년에 개정되어 발행되었다. 1931년에는 2센트 가치의 요크타운 전투 기념 우표에 이 초상화가 포함되었다. 6센트 가치의 우표는 1932년 워싱턴 탄생 200주년 기념 우표의 일부로 발행되었다. 마지막으로, 육군 및 해군 기념 시리즈는 1936년에 1센트 가치의 우표를 포함했다.
- 1860년 90¢ 발행
- 1861년 90¢ 발행
- 1931년 2¢ 발행
- 1932년 6¢ 발행
- 1936년 1¢ 발행

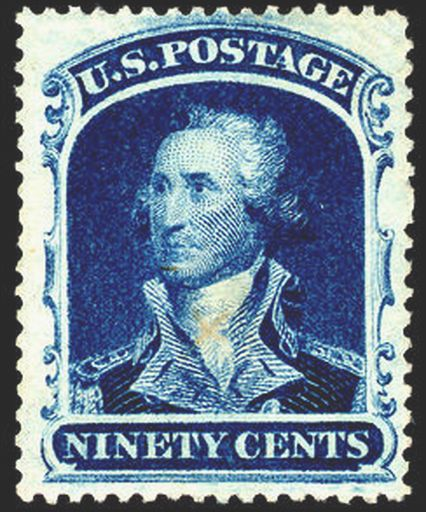
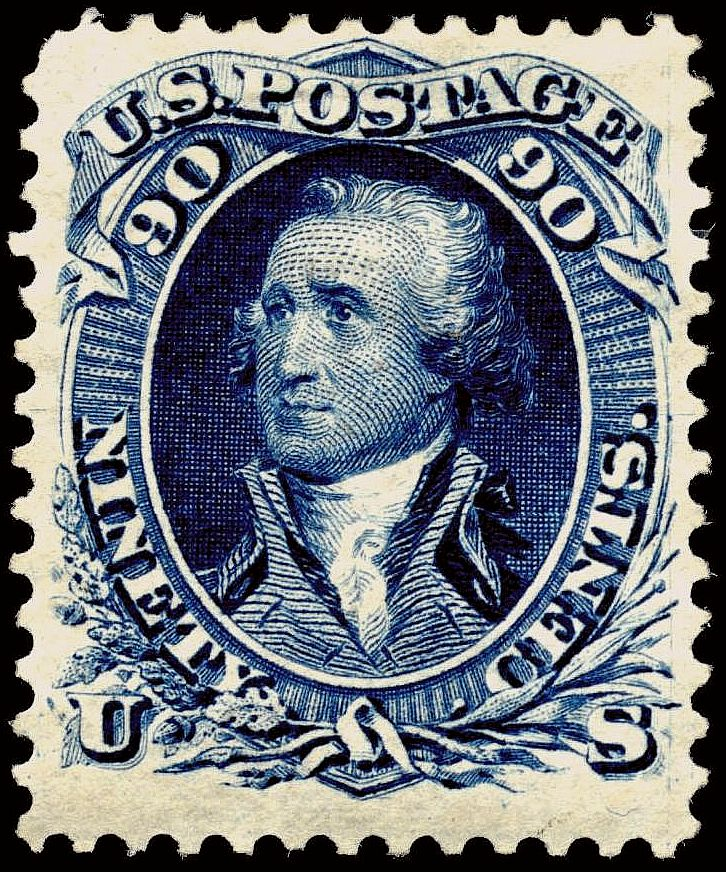
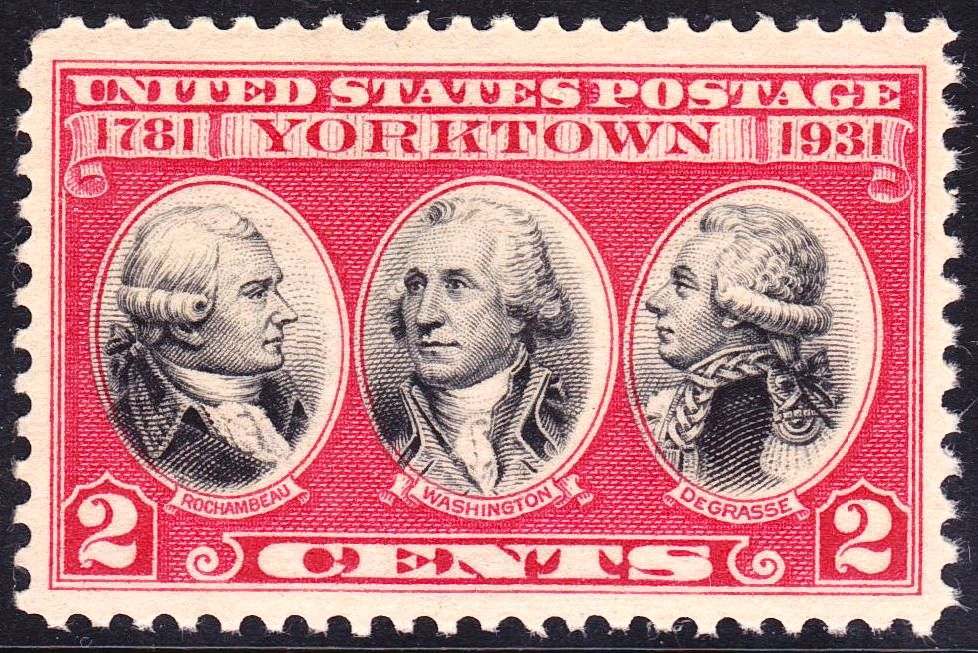
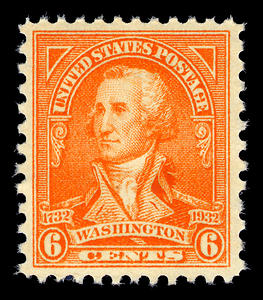
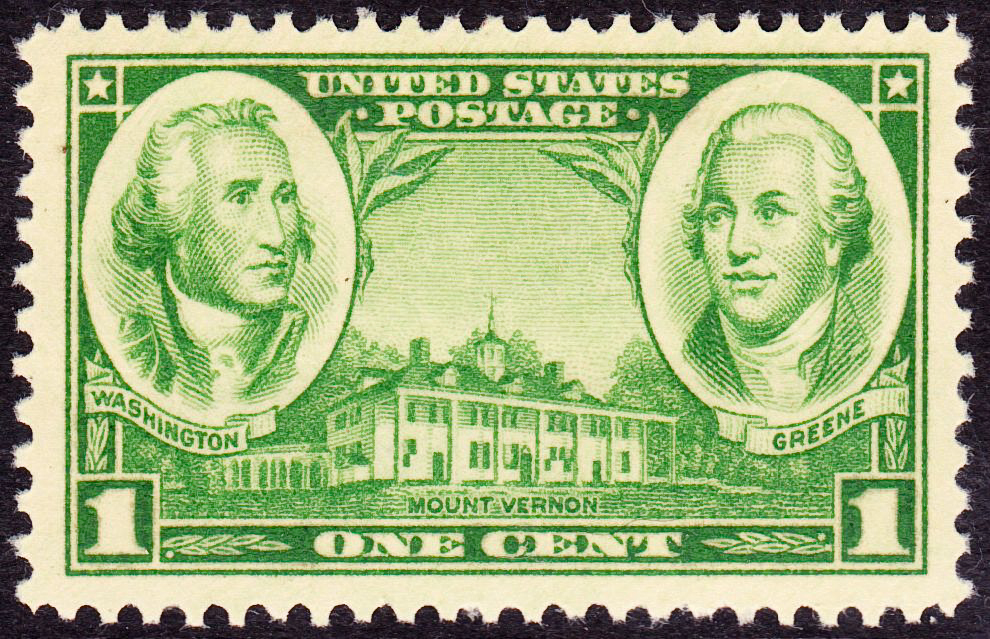

1915년 2월 21일, 뉴욕 타임스는 "워싱턴 장군, 그의 참모이자 친구인 존 트럼불 대령이 실물에서 그린 그림"이라는 설명과 함께 그림 섹션에 이 그림의 전면 이미지를 게재했는데, 이는 그라비어 윤전기로 처음 출판된 것이었다.

## 같이 보기
- 트렌턴 전투 – 제1차 트렌턴 전투라고도 함
- 애순핑크 크릭 전투 – 제2차 트렌턴 전투라고도 하며, 1주일 후에 벌어졌다.
- 프린스턴 전투 – 다음 날 벌어진 전투
- 버플랭크 포인트의 워싱턴 – 트럼불이 그린 워싱턴의 초기 전신 초상화 (1790)